# El Mehdi Benrouida
El Mehdi Benrouida, né le 12 février 1986, est un karatéka marocain. 

## Biographie
Évoluant dans la catégorie de moins de 60 kg, El Mehdi Benrouida remporte la médaille de bronze des Jeux méditerranéens de 2013 à Mersin, des Jeux mondiaux de 2013 à Cali et des Jeux de la solidarité islamique de 2013 à Palembang.